# Pat McCutcheon
Pat McCutcheon (24 de junho de 1987) é um ruguebolista de sevens australiano.

## Carreira
Pat McCutcheon integrou o elenco da Seleção Australiana de Rugby Sevens 8º colocada na Rio 2016.